# Witold Król
Witold Marian Król (ur. 30 kwietnia 1938 w Warszawie) – polski technik, działacz opozycji w okresie PRL.

## Życiorys
Ukończył w 1980 przyzakładowe technikum dla pracujących. Od 1968 do czasu przejścia na emeryturę w 1994, był zatrudniony w Zakładach Metalowych Łucznik.
W 1980 wstąpił do „Solidarności”, był wiceprzewodniczącym komisji zakładowej, delegatem na I KZD w Gdańsku i członkiem komisji krajowej NSZZ „S”. Po wprowadzeniu stanu wojennego został internowany na okres od grudnia 1981 do lipca 1982, przetrzymywano go w ośrodkach odosobnienia w Strzebielinku i Białołęce, gdzie uczestniczył w kilkudniowym proteście głodowym. Po zwolnieniu kontynuował działalność opozycyjną jako przewodniczący nielegalnej TKZ w swoim miejscu pracy, wydawał drugoobiegowe pismo „Solidarni”. W listopadzie 1983 został tymczasowo aresztowany, zwolnienie uzyskał w lipcu 1984 w związku z amnestią. Był następnie przewodniczącym Tymczasowej Komisji Międzyzakładowej NSZZ „S” i przewodniczącym radomskiej RKW, a także wydawcą niezależnego periodyku „Wolny Robotnik”. W dalszym ciągu objęty represjami z przyczyn politycznych, m.in. wielokrotnie zatrzymywany, a także pięciokrotnie karany grzywną przez kolegium ds. wykroczeń. W 1988 stanął na czele MKR „S” Ziemia Radomska, a rok później dołączył do Komitetu Obywatelskiego.
Na początku lat 90. działał w ROAD i Unii Demokratycznej, w latach 1990–1994 był radnym Radomia.

## Odznaczenia
- Krzyż Komandorski Orderu Odrodzenia Polski (2012)[3]
- Krzyż Wolności i Solidarności (2015)[4]